# Fischersfrau (Statue)

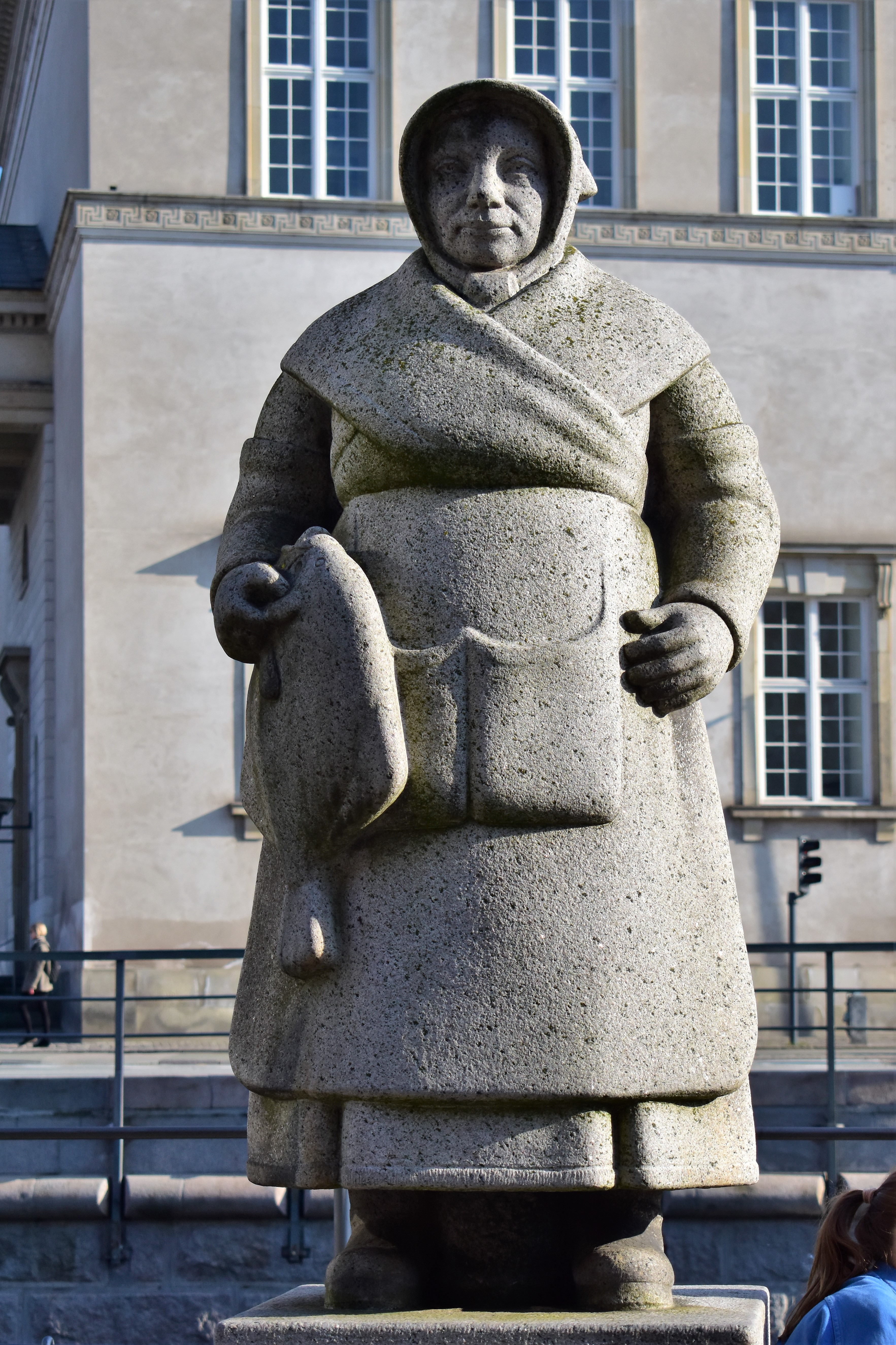
Statue Fischersfrau

Die Fischersfrau (dänisch: Fiskerkone) ist eine Granitstatue aus dem Jahr 1940, die am Gammel Strand in Kopenhagen, steht und daran erinnert, dass sich damals der wichtigste Fischmarkt der Stadt an diesem Ort befand. Sie stellt eine der so genannten Skovser Frauen dar, die in ihren traditionellen Gewändern den Markthandel beherrschten. Der Fischmarkt wurde 1958 geschlossen.

## Geschichte
Kopenhagens wichtigster Fischmarkt befand sich jahrhundertelang am Gammel Strand. Die Statue wurde der Stadt von der Stiftung zur Förderung der Kunst in der Stadt (Fonden for kunstneriske Formåls Fremme) gestiftet. Sie wurde 1938 von Charles Svejstrup Madsen geschaffen. Die Statue wurde am 12. November 1940 enthüllt.
Die Statue wurde 2011 im Zusammenhang mit dem Bau der U-Bahn-Station Gammel Strand entfernt und in einem Depot eingelagert. Danach wurde sie im Juli 2015 vorübergehend am Bahnhof Sydhavn aufgestellt. Im September 2018 kehrte sie nach Gammel Strand zurück.

## Beschreibung
Die Granitstatue misst 187 cm × 80 cm × 80 cm. Die Fischersfrau ist mit Schürze, Schal und Kopftuch dargestellt. In der rechten Hand hält sie eine Scholle.
Hinweisschild: